# Larisia nigricolor
Larisia nigricolor är en skalbaggsart som beskrevs av Liljeblad 1945. Larisia nigricolor ingår i släktet Larisia och familjen ristbaggar. Inga underarter finns listade i Catalogue of Life.